# Bolborhombus parvulus
Bolborhombus parvulus är en skalbaggsart som beskrevs av Cartwright 1953. Bolborhombus parvulus ingår i släktet Bolborhombus och familjen Bolboceratidae. Inga underarter finns listade.